# Transportgeschwader 3
3-тя військово-транспортна ескадра (нім. Transportgeschwader 3) — транспортна ескадра Люфтваффе, що існувала у складі повітряних сил вермахту в ході Другої світової війни. Спочатку була створена у січні 1941 року як Kampfgeschwader z.b.V. 2, а 6 квітня 1943 року перейменована на 3-тю військово-транспортну ескадру, маючи у своєму складі чотири авіаційні транспортні групи. 30 вересня 1944 року ескадра була розформована.

## Історія
Штаб 3-ї транспортної ескадри був створений 26 серпня 1939 року спочатку як Kampfgeschwader z.b.V. 2. Ескадра складалася з чотирьох авіаційних транспортних груп та штабного підрозділу. З лютого 1940 року усі групи ескадри діяли як самостійні бойові групи особливого призначення відокремлено від командування ескадри. 6 квітня 1943 року штаб ескадри перейменовали на штаб 3-ї військово-транспортної ескадри, який отримав у своє підпорядкування 9-ту бойову групу z.b.V. як І групу, 50-ту бойову групу z.b.V. як ІІ групу, 102-гу бойову групу z.b.V. як ІІІ групу і 172-гу бойову групу z.b.V. як ІV групу. Всі чотири групи були оснащені тримоторними транспортними літаками Junkers Ju 52. У жовтні 1943 року IV. група також отримала італійські Savoia-Marchetti SM.82. 30 вересня 1944 року ескадра і IV. група були розформовані, I, II і III групи продовжували існувати до травня 1945 року. Позначення ескадри було 9P.

## Командування

### Командири TG 3
- Оберст Вальтер Ердманн (нім. Walter Erdmann) (6 квітня — 1 травня 1943)
- Оберст Теодор Бекманн (нім. Theodor Beckmann) (1 травня — 24 серпня 1943)
- Оберстлейтенант Вальтер Шредер (нім. Walter Schroeder) (24 серпня 1943 — 30 вересня 1944)

### Командири I./TG 3
- гауптман Ганс-Герман Еллерброк (нім. Hans-Hermann Ellerbrock) (6 квітня 1943 — травень 1944)
- гауптман Георг-Дітер Матшуллат (нім. Georg-Dieter Matschullat) (? 1944 — 8 травня 1945)

### Командири II./TG 3
- майор Отто Бауман (нім. Otto Baumann) (6 квітня 1943 — 8 травня 1945)

### Командири III./TG 3
- оберстлейтенант Вальтер Ердманн (нім. Walter Erdmann) (6 квітня — червень 1943)
- майор Герхард Дудек (нім. Gerhard Dudeck) (січень — 4 листопада 1944)
- майор Ганс-Герман Еллерброк (нім. Hans-Hermann Ellerbrock) (29 березня — 30 квітня 1945)

### Командири IV./TG 3
- майор Еріх Цер (нім. Erich Zähr) (1 травня — 23 червня 1943)
- оберстлейтенант Йозеф Кегль (нім. Josef Kögl) (23 червня 1943 — травень 1944)

## Список кавалерів Лицарського хреста Залізного хреста TG 3
Позначення
| Ім'я                      | Звання          | Підрозділ | Лицарського хреста | Лицарського хреста з дубовим листям | Прим. |
| ------------------------- | --------------- | --------- | ------------------ | ----------------------------------- | ----- |
| Герхард Дудек             | майор           | III./TG 3 | 9 червня 1944      |                                     |       |
| Макс Генст                | оберфельдфебель | 2./TG 3   | 9 червня 1944      |                                     |       |
| Еріх Яшінскі              | оберфельдфебель | I./TG 3   | 9 лютого 1945      |                                     |       |
| Карл Керн                 | оберфельдфебель | 6./TG 3   | 9 червня 1944      |                                     |       |
| Фріц Кольб                | фельдфебель     | 5./TG 3   | 9 червня 1944      |                                     |       |
| Ганс-Генріх фон цур Мюлен | оберлейтенант   | 2./TG 3   | 28 лютого 1945     |                                     |       |
| Едгар Шванеберг           | гауптман        | 2./TG 3   | 26 березня 1944    |                                     |       |